# Lepidostoma anorhepes
Lepidostoma anorhepes is een schietmot uit de familie Lepidostomatidae. De soort komt voor in het Oriëntaals gebied.